# 1993 FU24
1993 FU24 är en asteroid i huvudbältet som upptäcktes den 21 mars 1993 av UESAC vid La Silla-observatoriet.
Asteroiden har en diameter på ungefär 4 kilometer.